# Nastražte uši
Nastražte uši (v originále Prick Up Your Ears) je britský hraný film z roku 1987, který režíroval Stephen Frears podle stejnojmenného románu Johna Lahra. Film zachycuje život britského dramatika Joea Ortona. V roce 2009 byl příběh zpracován rovněž jako divadelní hra.

## Děj
Příběh začíná v roce 1967, kdy policie objeví v bytě mrtvoly anglického dramatika Joea Ortona a jeho milence a umělce Kennetha Halliwella. John Lahr začíná pracovat na životopisné knize o Ortonovi. Díky vstřícnosti Ortonovy vydavatelky a přítelkyně Peggy Ramsayové a jeho příbuzných se mu daří rekonstruovat dramatikův život. John Orton pocházel z Leicesteru z chudých poměrů a navzdory rodičům začne studovat herectví na Royal Academy of Dramatic Art. Zde se v roce 1951 seznámí se spolužákem Kennethem Halliwellem a začnou spolu žít. Zatímco Kenneth se upíná na vztah s Johnem, který si začne říkat Joe, ten nepřestává vyhledávat náhodná setkání na pánských toaletách. Zatímco Orten se zhruba po deseti letech stává slavným a uznávaným dramatikem, Kenneth se jako umělec neprosadil. Joe dokonce získává zakázku na scénář pro film Up Against It s Beatles. Vztah obou mužů je velmi napjatý a jednoho večera Kenneth zavraždí Joea a sám spáchá sebevraždu. Peggy Ramsay získá Johnovy osobní deníky a zajistí oba pohřby.

## Obsazení
| Gary Oldman         | Joe Orton         |
| Alfred Molina       | Kenneth Halliwell |
| Vanessa Redgraveová | Peggy Ramsay      |
| Frances Barber      | Leonie Orton      |
| Janet Dale          | paní Sugdenová    |
| Julie Waltersová    | Elsie Orton       |
| Margaret Tyzack     | paní Lambertová   |
| Lindsay Duncan      | Anthea Lahr       |
| Wallace Shawn       | John Lahr         |
| David Cardy         | Brian Epstein     |